# PLOS Computational Biology
PLOS Computational Biology — журнал по вычислительной биологии, находящийся в открытом доступе. Публикуется некоммерческой организацией «Public Library of Science» совместно с Международным обществом вычислительной биологии. 
Все содержание журнала, если не указано иначе, доступно под лицензией «Creative Commons Attribution License». Впервые опубликован в июне 2005 года.